# Renato Scrollavezza
Renato Scrollavezza (Castelnuovo Fogliani, 14 aprile 1927 – Parma, 14 ottobre 2019) è stato un liutaio italiano, attivo a Parma nella seconda metà del XX secolo.

## Biografia
Nato in una famiglia di braccianti trasferitisi nel 1930 a Noceto, cominciò ad avvicinarsi al mondo della liuteria fin da ragazzo affascinato dal suono del violino che casualmente aveva udito in una piazza. 
Dopo alcuni anni come autodidatta decise di presentarsi nel 1950 alla Scuola di Liuteria di Cremona con uno strumento costruito di sua mano, essendovi ammesso l'anno seguente. 
Si diplomò nel 1955 dopo aver ottenuto una borsa di studio e ancora studente ricevette le prime soddisfazioni: nel 1954 al secondo concorso Nazionale di liuteria di Roma vinse la medaglia d’argento. Nuovi riconoscimenti arrivarono poi dall’Italia e dall’estero: nel 1956 due medaglie d’argento e un premio acquisto per un violoncello al concorso di liuteria di Roma, una medaglia d’oro ad Ancona nel 1957, nell’anno successivo e nel 1960 due medaglie d’oro al concorso di Pegli e nel 1959 una medaglia per una viola al concorso di Ascoli Piceno. Due premi al concorso Wieniawski di Poznan nel 1962 e nel 1967. Due riconoscimenti a Liegi per due quartetti rispettivamente nel 1963 e nel 1966. Due medaglie d’oro a Cremona nel 1963 e nel 1965 rispettivamente per il corso di restauro tenuto dal M. Sacconi e per la Mostra Internazionale di strumenti ad arco. 
Scrollavezza venne poi chiamato come membro della giuria al IV e V Concorso Internazionale Wienawski di Poznan (Polonia) nel 1972 e nel 1977.
Fu nominato docente di liuteria al Conservatorio Arrigo Boito di Parma dove insegnò dal 1975 al 1992, tra gli altri a Luca Primon. Contribuì poi alla fondazione della Civica Scuola di Liuteria di Milano dove insegnò dal 1979 al 1983. 
Dal 1992 continuò l'insegnamento della liuteria a Parma formando allievi provenienti da tutto il mondo. Dal 2006 al 2014 ha insegnato nella scuola di liuteria a lui intitolata patrocinata dal comune di Noceto. Attualmente il castello della musica di Noceto ospita un museo permanente dei suoi strumenti.
Altri importanti riconoscimenti sono costituiti dall'ingresso nel 1980 nell'Entente Internationale des Maitres Luthiers et Archetiers, 
Dal 1988 al 2000 è stato curatore, su incarico del Comune di Genova, del violino Guarneri del Gesù detto "Il Cannone", appartenuto a Niccolò Paganini. La città di Genova lo ha insignito del prestigioso premio cittadino "Grifo di Bronzo".